# Medeia (Band)
Medeia ist eine finnische Metalcore- und Death-Metal-Band aus Tampere, die 2002 gegründet wurde.

## Geschichte
Die Band wurde im Jahr 2002 von dem Sänger Teemu Karjalainen, dem Gitarristen Samuli Peltola, der Keyboarderin Laura Dziadulewicz, dem Bassisten Samuli Kuusinen und dem Schlagzeuger Janne Putkisaari gegründet. Im Sommer 2006 folgte das selbstfinanzierte und selbstproduzierte Debütalbum Quantum Holocaust: World Domination. Ende 2006 verließ Karjalainen die Besetzung. Anfang 2007 kam Keijo Niinimaa als neuer Sänger hinzu. Im Sommer des Jahres machte sich die Band auf die Suche nach einem neuen Label, das sie Anfang 2008 mit Fullsteam Records fand. Daraufhin erschien im Mai eine selbstbetitelte EP, der sich im September das aus zehn Liedern bestehende zweite Album Cult anschloss. Als Nächstes ging es mit The Ocean auf Europatournee. Dabei spielten beide Gruppen unter anderem auch zusammen mit Burst und Bison B.C. in Karlsruhe. 2009 war die Band unter anderem auf dem Sauna Open Air und dem Tuska Open Air Metal Festival zu sehen. Im Mai 2011 wurde das dritte Album Abandon All veröffentlicht, das eine Trilogie mit den ersten beiden Alben bildet. Im folgenden Sommer war die Band auf verschiedenen Festivals Finnlands vertreten. So war Medeia unter anderem 2011 erneut ein Programmpunkt des Tuska Open Air Metal Festivals. Zudem hielt die Band in der Folgezeit Auftritte zusammen mit Ozzy Osbourne, As I Lay Dying, The Dillinger Escape Plan, Between the Buried and Me, Entombed, Animals as Leaders, Decapitated, Raised Fist und Terror ab. Während einer Tour durch Europa mit Children of Bodom im Oktober 2013 wurde das vierte Album Iconoclastic veröffentlicht. Die Tournee bestand aus 49 Konzerten, die in 25 Ländern stattfanden. Während dieser Tour spielten die beiden Bands auch zusammen mit Insomnium in Hamburg. Um das Album zu bewerben, wurde eine elfteilige Finnlandtour durchgeführt. Im Frühling 2014 verließ der Sänger Keijo Niinimaa die Gruppe, woraufhin er durch Frans Aalto ersetzt wurde. Im Anschluss folgte die Veröffentlichung der EP Manning the Helm.

## Stil
Bei laut.de wird angegeben, dass sich die Band nach der griechischen Mythengestalt Medea benannte und dass sie Metalcore spielt. Seit Bandgründung nehme das Keyboard Dziadulewiczs in den Songs eine zentrale Rolle ein. Katharina Pfeifle vom Rock Hard beschrieb die Band in ihrer Rezension zur selbstbetitelten EP als „Brutalo-Death-Metaller“. Die Veröffentlichung sei vor allem für „Krachfanatiker“ geeignet. Zwei Ausgaben später besprach Volkmar Weber das Album Cult und stellte fest, dass die Band mit bisherigen Tourpartnern wie The Dillinger Escape Plan, Terror und As I Lay Dying standhalten kann. In den Songs verarbeite man „[b]rachiale Riffsalven, fette Grooves gegen Nackenverfettung und wild-wütendes Shouting“ sowie „episch-dichte Synthies“. Die Musik sei für Leute geeignet, die sich von „destruktiven Gewitterstürmen angezogen fühlen oder denen Machine Head mittlerweile zu poppig sind“. Patrick Schmidt stellte in seiner Rezension zu Iconoclastic fest, dass die Band zwar mit Children of Bodom auf Tour geht, musikalisch jedoch nichts mit diesen gemeinsam habe. Vielmehr spiele man „düster-mechanischen Extreme-Metal mit allerhand Samples und den unterschiedlichsten Einflüssen“. Dabei kämen Stakkato-Riffs, futuristische Klänge sowie gelegentlicher weiblicher Gesang zum Einsatz. Die Grundatmosphäre bewege sich irgendwo zwischen der von Meshuggah, Fear Factory und Strapping Young Lad. Durch verschiedene Einflüsse wie Black Metal, Gothic Metal und Industrial sei eine genaue Genrezuordnung schwierig. Marcel Rudoletzky vom Metal Hammer rezensierte das Album ebenfalls. Hierbei stellte er fest, dass die Band ihren Trend, „weicher“ und zugänglicher zu werden, auf diesem Tonträger weiter fortsetzt. Zu harten und brachialen Riffs sowie „Frickelorgien“ hätten sich nun melodische und mittelschnelle Passagen gesellt. Dadurch klinge die Gruppe stellenweise zu gewollt modern. Das Album sei für Fans von Metalcore und Melodic Death Metal geeignet. Eine Ausgabe später stellte Thomas Strater fest, dass seit Iconoclastic  der Begriff des Melodic Death Metals nicht mehr ausreicht, um die Musik der Gruppe zu beschreiben, da das Album nun vielseitiger sei. Dies begründete Samuli Peltola im Interview mit ihm damit, dass die Band zuvor themenorientiert gearbeitet hatte und man nun individuelle Songs schreibe.

## Diskografie
- 2006: Quantum Holocaust: World Domination (Album, Eigenveröffentlichung)
- 2008: Medeia (EP, Fullsteam Records)
- 2008: Cult (Album, Fullsteam Records)
- 2011: Abandon All (Album, Spinefarm Records)
- 2013: Iconoclastic (Album, Spinefarm Records)
- 2015: Manning the Helm (EP, Fullsteam Records)
- 2019: Xenosis (Album, Sony)